# Julie Marie Christine von Oldofredi-Hager

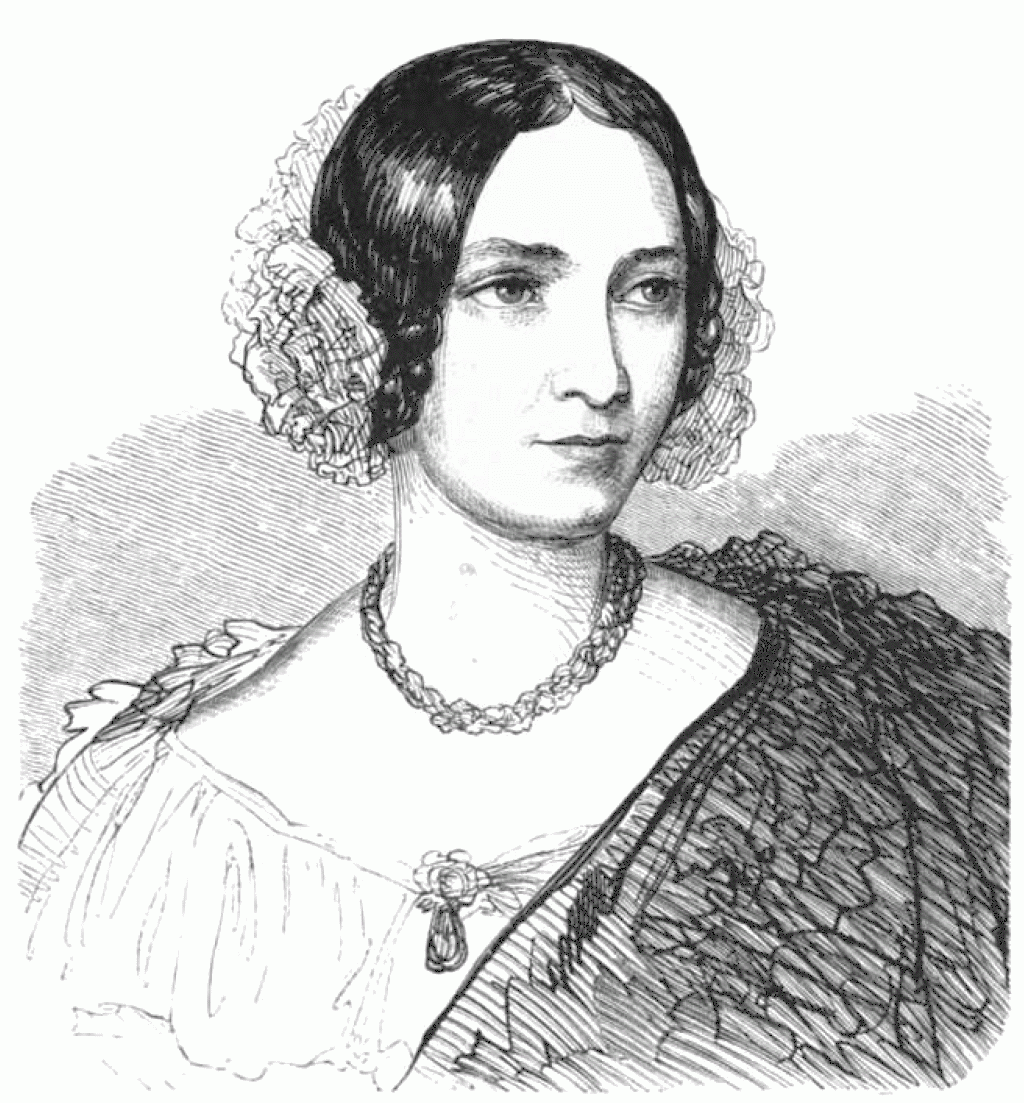
Julie Gräfin Oldofredi-Hager
(Oesterr. Illustrirte Zeitung, 1852)

Julie Marie Christine Gräfin von Oldofredi-Hager, geb. Julia Hager von und zu Altensteig (* 8. Februar 1813 in Debreczin; † 4. März 1879 in Wien), war eine österreichische Dichterin.

## Leben
Julie Oldofredi-Hager wurde als einzige Tochter des k.u.k. Generals Johann Reichsfreiherr Hager von und zu Altensteig (1761–1822) und Maria Magdalena von Illéssy (1793–1858) im ungarischen Debreczin geboren, da ihr Vater dort zu dieser Zeit stationiert war. Kurz darauf wurde er nach Temesvar versetzt, wo er verstarb, als Julie neun Jahre alt war.
1831 heiratete sie im Alter von 17 Jahren den Grafen und Oberlieutenant Hieronymus Oldofredi in Wien. Durch einen Sturz wurde ihr Mann für mehr als zwei Jahre bettlägerig und während sie ihn pflegte, verbrachte sie die verbleibende Zeit mit Studien der Geschichte und Literatur.
Nach seiner Genesung wurde Hieronymus Oldofredi ins Banat und später nach Siebenbürgen versetzt, wohin sie ihm folgte. Gelegentlich reiste sie zu ihrer Mutter, die in Pest wohnte. Dort kam 1839 ihr erster Gedichtband Blüthen des Gefühls heraus.
1842 zog die Familie nach Galizien. Im Jahr darauf veröffentlichte Gustav Heckenast Julie Oldofredi-Hagers zweite Gedichtsammlung. Das Werk hieß Neue Gedichte und enthielt ein Vorwort der Schriftstellerin Caroline Pichler.
Ab 1847 lebte die Familie vier Jahre lang in Lemberg, der damaligen Hauptstadt Galiziens. In dieser Zeit publizierte Julie zwei neue Gedichtbände, einen davon für wohltätige Zwecke. Während der weiteren militärischen Karriere ihres Mannes, der zunächst Major, später General wurde, zog die Familie nach Tarnopol, Siebenbürgen, Banat, Graz, Horn, Wien und Pest.
1852 wurde Julie Oldofredi-Hager mit dem Sternkreuzorden ausgezeichnet. Ein Jahr danach erschien ihr letzter Gedichtband Moos, dessen Erlös sie zum Zweck des Baus der Wiener Votivkirche spendete.
Ihre letzten Lebensjahre verbrachte Julie Oldofredi-Hager nach dem Tod ihres Mannes allein in Wien, wo sie 1879 verstarb. Das Paar hatte einen Sohn, der wie sein Vater und Großvater eine Militärlaufbahn einschlug.

## Werke
- Blüthen des Gefühls. Kilian u. Co, Pest 1839.
- Neue Gedichte. Heckenast, Pest 1843.
- Dornen. Trewendt, Breslau 1848.
- Gelbe Blätter. Gerold und Sohn, Wien 1851.
- Moos. K. K. Hof- u. Staatsdruckerei, Wien 1853.

## Rezension
Der erste Gedichtband der Autorin Blüthen des Gefühls. stieß auf geteiltes Echo. Im Repertorium der gesammten deutschen Literatur, Jahrgang 1840 ist die Rede von einer «nichtssagende[n], triviale[n] Weise» und «unempfundener Phraseologie», mit der die Autorin «sehr gewöhnliche und subjective Lebensbereiche, bald mehr bald weniger glücklich in Verse gesetzt» habe. Es wird außerdem der «Servilismus» kritisiert, mit dem sie in ihren Gedichten zwei Adelige besingt.
Karoline Pichler äußert sich dagegen positiv in ihrem Vorwort zum zweiten Gedichtband: «Die „Blüthen der Gefühle“ verdienen diesen Namen mit vollem Rechte; es waren, wie die Blüthen an Blumen und Pflanzen, Entfaltungen der reinsten und zartesten Kräfte in lieblicher Gestalt von Form und Farbe. Das Publikum hat sie gewürdigt […]».
Die Zeitschrift Der Phönix bezeichnet in seiner Ausgabe von 1852 Julie Oldofredi-Hager als eine «Naturdichterin», die zwar keinen Unterricht erhalten habe, aber «das Versmaaß nach dem Gehöre» ordne und eine «bedeutende Stufe der Kunst und intellektuelle Bildung» erreicht habe. Jeder ihrer bis dahin erschienen «vier Bände wurde von der Kritik auf das beifälligste und schmeichelhafteste aufgenommen, wie seiner Zeit in allen literarisch-kritischen Journalen zu ersehen war.»